# Meiopriapulus fijiensis
Meiopriapulus fijiensis is een soort in de taxonomische indeling van de peniswormen. 
De diersoort behoort tot het geslacht Meiopriapulus en behoort tot de familie Tubiluchidae. De wetenschappelijke naam van de soort werd voor het eerst geldig gepubliceerd in 1981 door Morse.